# ノイズ・ブランカ

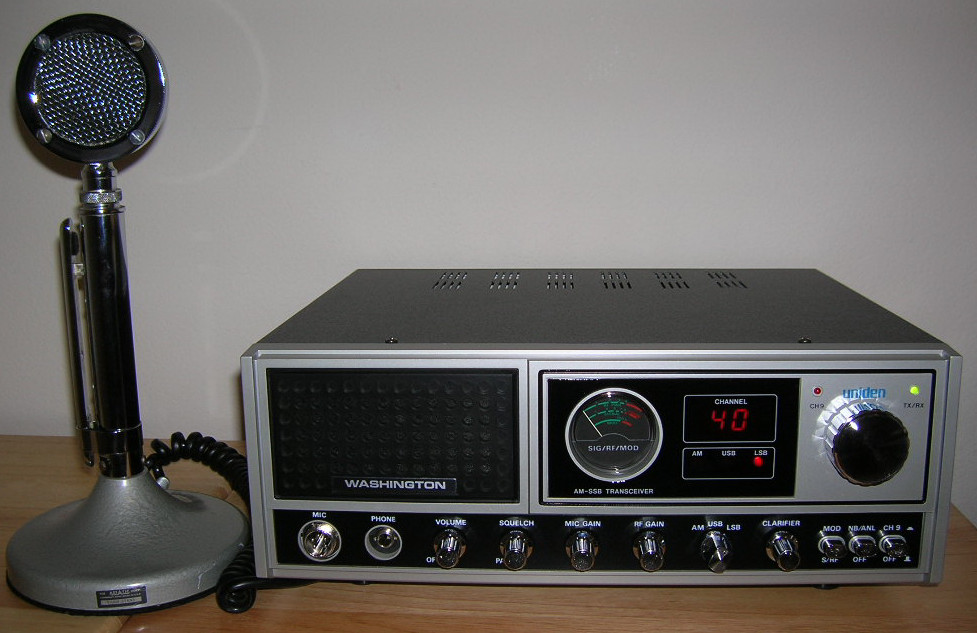
受信部にノイズブランカを搭載し、前面パネルのボタン（右から2番目）で操作する市民バンドトランシーバー

ノイズブ・ランカ（英語：Noise blanker）は、ラジオ受信機の回路を設計する時に、受信信号に対する衝撃性（パルス性）雑音信号の影響を抑制するために設ける回路。短波放送受信機または通信型受信機、およびトランシーバーで使用される。
雷や自動車の点火機構などの瞬間的な衝撃性（パルス性）雑音信号に対してのみ有効であり、広帯域で連続して発生する背景雑音信号や同じ周波数の干渉信号に対しては雑音信号抑制機能を向上させることはできない。目的の周波数に近接する周波数の強い雑音信号にも効果がなく、良好な受信信号品質を得られない。

## 設計・実装
ノイズブランカは、受信機の中間周波増幅回路の一部として構成される場合が多い。雑音信号が中間周波増幅器を通過するとき、目的の信号よりも振幅が大きければ、雑音信号が受信されている間、ノイズブランカ回路は中間周波数回路の利得を下げる。
より高度なノイズブランカは、調整可能なしきい値およびタイミング特性を備えている第2中間周波数段を設けることで、受信機の音声増幅段に伝達される雑音信号を抑制する。
フィルター処理された信号にリンギングや歪みが発生しないようにするためには、信号通過回路の狭帯域幅フィルターの前にノイズブランカ回路を設けるのが良い。
ノイズブランカは、振幅変調（AM）信号やシングルサイドバンド変調（SSB）信号に対して最適であり、周波数変調（FM）受信機は一般に、雑音信号除去向きの信号制限回路を備えている。